# Hydrometra hungerfordi
Hydrometra hungerfordi är en insektsart som beskrevs av Torre-bueno 1926. Hydrometra hungerfordi ingår i släktet Hydrometra och familjen vattenmätare. Inga underarter finns listade i Catalogue of Life.